# رالف هيرشمان
رالف هيرشمان (بالإنجليزية: Ralph F. Hirschmann)‏ هو عالم ألماني أمريكي في مجال كيمياء حيوية ولد في 6 مايو 1922 في فورت، بافاريا، ألمانيا، اشتهر بعمله في تخليق عضوي، إنزيم، ريبونوكلياز حائز على جائزة قلادة العلوم الوطنية الأمريكية (2000).

## وصلات خارجية
- الموقع الرسمي لجائزة قلادة العلوم الوطنية الأمريكية